# Föreningen för kvinnans politiska rösträtt i Motala
Föreningen för kvinnans politiska rösträtt i Motala, även kallad Motalasföreningen för kvinnans politiska rösträtt, var Motalas lokalförening inom Landsföreningen för kvinnans politiska rösträtt (LKPR). Föreningen bildades 1909 och var verksam lokalt i Motala för införandet av kvinnors rösträtt i Sverige.
Bland aktiviteterna fanns föredrag, samkväm, insamling av medel och förhandlingar om samarbete med andra organisationer.

## Styrelse

### Ordförande
- 1909–1912: Gertrud Flodman
- 1912–1917: Margit Holmgren-Ekman
- 1917–1921: Erika Häckner

### Vice ordförande
- 1913: Signe Törnkvist[2]
- 1916: Erika Häckner[3]

### Sekreterare
- 1913, 1916: Elli Wijkmarck[2][3]

### Vice sekreterare
- 1913: Olga Johansson[2]
- 1916: Signe Törnkvist[3]

### Kassaförvaltare
- 1913: Elin Wallén[2]
- 1916: Elin Johansson[3]